# پویوان
پویوان (به اسپانیایی: Puywan) یک کوه در پرو است که در پرو واقع شده‌است. پویوان ۵٬۱۰۰ متر بالاتر از سطح دریا واقع شده‌است.